# Loricula elegantula
Loricula elegantula is een halfvleugelige behorend tot korstmoswantsenfamilie (Microphysidae). De imago's worden waargenomen van midden mei tot eind augustus. Er is een generatie per jaar.

## Kenmerken
Het insect heeft een lengte van 2 tot 2,3 mm. 

## Voesel
Het is zoöfaag en eet graag mijten, springstaarten, hout- en stofluizen, dop-, wol- en schildluizen en kleine insectenlarven.